# Matt Horwich
Matthew Peter Horwich (ur. 2 października 1978 w Seattle) – amerykański zawodnik mieszanych sztuk walki (MMA). Walczył w organizacjach Strikeforce, UFC, KSW i Bellator. Były mistrz International Fight League z 2007. Posiadacz purpurowego pasa w brazylijskim jiu jitsu. Od 2016 roku związany z polską organizacją PLMMA.

## Życiorys
Horwich urodził się i wychował w Seattle, w stanie Waszyngton. W przeszłości oglądał wiele filmów związanych z Bruce’em Lee i uczęszczał na zajęcia koreańskich tradycyjnych sztuk walki Dojo Kai. Dorastając, nie interesował się szkołą z powodu niskiej oceny swoich nauczycieli. Niezmotywowany, zagubiony i bez konkretnej drogi, na którą mógłby wkroczyć, zaczął eksperymentować z narkotykami i alkoholem. W wieku 17 lat zainteresował się brazylijskim jiu-jitsu i udał się na treningi do Royce'a Gracie. Potem podjął nierozważną decyzję i trafił do więzienia na trzydzieści dni za bójkę i wybijanie szyb. Po wyjściu z więzienia postanowił przenieść się do Seattle z zamiarem założenia zespołu. Ostatecznie przeszedł religijne nawrócenie jako samookreślający się "duchowy" chrześcijanin i ponownie poświęcił się udanej, skoncentrowanej karierze w sztukach walki.

## Kariera MMA
Horwich doskonalił swoje umiejętności parterowe w renomowanym klubie Team Quest pod okiem mistrza UFC B.J. Penna i czarnego pasa Eddiego Bravo. Równocześnie rozwijał swoje umiejętności stójkowe w zakresie boksu tajskiego. Pierwszą zawodową walkę w formule MMA zanotował 6 września 2003, poddając poprzez duszenie Cory'ego Develę. Do końca roku stoczył jeszcze dwie walki, notując remis i porażkę. W 2004 stoczył aż dziesięć pojedynków, wygrywając osiem z nich, m.in. z Joshem Burkmanem i Jasonem MacDonaldem oraz przegrywając z Gloverem Teixeirą. W latach 2005–2006 walczył na lokalnych amerykańskich i kanadyjskich galach, notując ważne zwycięstwa nad Krzysztofem Soszyńskim i Vernonem White'em.
W 2006 związał się z International Fight League (IFL) dołączając do drużyny Portland Wolfpack gdzie głównym trenerem był srebrny medalista olimpijski w zapasach Matt Lindland. W debiucie przegrał z Jamalem Pattersonem. Do końca roku stoczył jeszcze trzy pojedynki (bilans 2-1) pokonując przed czasem m.in. Mike'a Pyle'a. W listopadzie 2007 wziął udział w World Grand Prix mającym wyłonić inauguracyjnych mistrzów IFL w poszczególnych kategoriach wagowych. W półfinale Horwich poddał dźwignią Briana Fostera, a w wielkim finale 29 grudnia znokautował Benji Radacha zostając mistrzem IFL w wadze średniej. Tytuł stracił w pierwszej obronie na rzecz Ryana McGiverna 29 lutego 2008.
Pod koniec 2008 IFL zbankrutowało i większość zawodników zostało zakontraktowanych przez UFC w tym Horwich. W debiucie na UFC 90 uległ Danowi Millerowi na punkty. Następną walkę również przegrał (z Ricardo Almeidą) po czym został zwolniony z organizacji. 14 sierpnia 2010 pokonał byłego pretendenta do pasa mistrzowskiego UFC Thalesa Leitesa poddając go w 4. rundzie i zdobywając pas Powerhouse World Promotions. W 2011 związał się z KSW tocząc w debiucie walkę z Michałem Materlą, którą przegrał na punkty. Od marca 2011 do marca 2012 nie zdołał wygrać żadnego z czterech pojedynków. Zwycięską niemoc przełamał na kolejnej gali w Polsce (KSW 19) 12 maja 2012, pokonując doświadczonego Antoniego Chmielewskiego. Kolejny zwycięski pojedynek zanotował na KSW 21, wygrywając przez TKO z Terrym Martinem. 7 grudnia 2013 przegrał z Piotrem Strusem na KSW 25.

## Osiągnięcia

### Mieszane sztuki walki
- 2004: mistrz SportFight w wadze półciężkiej
- 2007: IFL World Grand Prix – 1. miejsce w wadze średniej (-84 kg)
- 2007-2008: mistrz International Fight League w wadze średniej
- 2010: mistrz Powerhouse World Promotions w wadze średniej